# Julien Desjardins
Pour les articles homonymes, voir Desjardins.
Julien François Desjardins est un zoologiste français, né le 27 juillet 1799 à Flacq (île de France, ensuite île Maurice) et mort le 18 avril 1840 à Paris.

## Biographie
Julien Desjardins est le fils de Julien Desjardins et de son épouse, née Henriette Émilie Marcotte, de familles établies à l'île de France. Il part faire ses études à Paris de 1822 à 1824 et suit notamment les cours du baron Thénard (1777-1857), de Gay-Lussac (1778-1850), de Latreille (1762-1833), de René Desfontaines (1750-1831), etc. Il commence à travailler dans le génie civil avant de se consacrer à sa passion : l'histoire naturelle qu'il étudie au Muséum d'histoire naturelle, puis retourne à Maurice. Desjardins fait parvenir de nombreux poissons à Cuvier (1769-1832) auquel il voue un véritable culte.
Desjardins participe à la création de la Société d'histoire naturelle de l'île Maurice le 11 août 1829 avec François Liénard de La Mivoye. Il dirige cette société jusqu'en 1839, date de son départ pour la France pour y publier ses observations. Son manuscrit est repris par Félix Édouard Guérin-Méneville dè (1799-1874) mais celui-ci ne le publiera jamais.
Ses collections sont transmises après sa mort au musée Desjardins, aujourd'hui musée d'histoire naturelle de l'île Maurice, situé à Port-Louis.